# Майк Такуел
Майк Такуел (на английски: Mike Thackwell) е новозеландски автомобилен състезател, пилот от Формула 1. Роден на 30 март 1961 г. в Окланд, Нова Зеландия.

## Формула 1
Майк Такуел прави своя дебют във Формула 1 в Голямата награда на Нидерландия през 1980 г. В световния шампионат записва 5 състезания, като не успява да спечели точки. Състезава се за отборите на Ероуз, Тирел и РАМ.